# Androlyperus
Androlyperus is een geslacht van kevers uit de familie bladkevers (Chrysomelidae).
De wetenschappelijke naam van het geslacht werd in 1873 gepubliceerd door George Robert Crotch.

## Soorten
- Androlyperus californicus (Schaeffer, 1906)
- Androlyperus fulvus (Crotch, 1873)
- Androlyperus incisus (Schaffer, 1906)
- Androlyperus maculatus (Leconte, 1883)
- Androlyperus nataliae Clark, 1999
- Androlyperus nigrescens (Schaffer, 1906)